# Robert Goulet
Robert Gerard Goulet (ur. 26 listopada 1933 w Lawrence, zm. 30 października 2007 w Los Angeles) – amerykański aktor teatralny, filmowy i telewizyjny, piosenkarz.

## Życiorys

### Wczesne lata
Urodził się w Lawrence jako syn Jeannette (z domu Gauthier) i Josepha Georges’a André Gouleta, strażnika zakładu włókienniczego i piosenkarza amatora pochodzenia francusko-kanadyjskiego, już jako małe dziecko śpiewał w chórze kościelnym. W 1947 zmarł jego ojciec, a rodzina przeniosła się do Edmonton w Kanadzie. Mając czternaście lat wypełnił wolę ojca i skupił się na muzyce. Na początku pracował jako disc jockey w radiu i otrzymał stypendium z Royal Conservatory of Music w Toronto, gdzie zaczął uczyć się śpiewu. W 1954 wyjechał do Nowego Jorku i próbował bez powodzenia dostać się na Broadway. Pracował jako sprzedawca w sklepie. Po pewnym czasie wrócił do Toronto, gdzie znalazł się w obsadzie Canadian Broadcasting Corporation w role w telewizji Małe kobietki (Little Women). Obserwowani przez różnych spektakli teatralnych i pokazów odmian, po czym stał się w ciągu 50 lat w Kanadzie Pierwszy matinee idolem, a nie 24 lat.

### Kariera
W 1959 dostał rolę Lancelota w musicalu Camelot Alana Jaya Lernera (libretto) i Fredericka Loewe (muzyka) z Richardem Burtonem (król Artur) i Julie Andrews (królowa Guenevere). W 1960 występował w Toronto, krótko w Bostonie i na Broadwayu w Nowym Jorku, gdzie już wcześniej starał się o pracę. Po sukcesie i jako laureat Theatre World Award, był zasypywany ofertami w filmie, programach telewizyjnych i z klubu nocnego. Jego ballada „If Ever I Would Leave You” stała się romantycznym standardem.
Osiągnął szczyt swojej popularności w latach 60. W 1962 odebrał nagrodę Grammy Award jako najlepszy nowy artysta, a w 1964 za singiel „My Love Forgive Me”. Za rolę Tommy’ego Albrighta w telewizyjnej adaptacji ABC Brigadoon (1966) zdobył nagrodę Emmy. Kreacja Jacques’a Bonnarda w broadwayowskim musicalu The Happy Time (1968) przyniosła mu Tony Award. Często pojawiał się w popularnych programach telewizyjnych, takich jak The Ed Sullivan Show czy Saturday Night Live z Willem Ferrellem. Jego dorobek teatralny to m.in. przedstawienia: Karuzela, Finian Rainbow, Mężczyźni wolą blondynki, The Pajama Game, Spotkamy się w St. Louis i South Pacific. Występował także w filmach, począwszy od animowanego Gay Purr-ee (1962), Underground (1970), Naga broń 2½: Kto obroni prezydenta? (The Naked Gun 2½: The Smell of Fear, 1991). w dramacie kryminalnym Atlantic City (1980) u boku Burta Lancastera i Susan Sarandon zagrał piosenkarza. W 2005 powrócił na Broadway jako jeden z pary gejów w La Cage aux Folles.
Posiada swoją gwiazdę na Hollywoodzkiej Alei Gwiazd.

## Życie prywatne
W 1956 ożenił się z Louise Longmore, z którą miał córkę Nicolette (ur. 9 czerwca 1956, zm. 17 kwietnia 2008 na raka piersi). Jednak 8 marca 1963 rozwiódł się. 12 listopada 1963 poślubił aktorkę Carol Lawrence, z którą ma dwóch synów: Christophera i Michaela. Lecz 23 grudnia 1980 doszło do rozwodu. 17 października 1982 ożenił się z Verą Chochorovską Novak.
30 września 2007 w Las Vegas zdiagnozowano u niego idiopatyczne włóknienie płuc. 13 października, gdy stwierdzono, że „nie przetrwa bez przeszczepu płuca awaryjnego” i został przeniesiony do Cedars-Sinai Medical Center w Los Angeles. Zmarł 30 października 2007, w wieku 73 lat, w Cedars-Sinai Medical Center, w oczekiwaniu na przeszczep.

## Dyskografia
- Camelot, 1960
- Always You, 1962
- Two of Us, 1962
- Sincerely Yours, 1962
- The Wonderful World of Love, 1963
- Annie Get Your Gun, z Doris Day, 1963
- Robert Goulet in Person: Recorded Live in Concert, 1963
- This Christmas I Spend with You, 1963
- Without You, 1964
- Manhattan Tower, 1964
- My Love, Forgive Me, 1964  (#22 Kanada)
- Summer Sounds, 1965
- Begin to Love, 1965
- On Broadway, 1965
- I Remember You, 1966
- Travelin' On Tour, 1966
- On Broadway, Volume 2, 1967
- Hollywood Mon Amour, 1967
- The Happy Time, 1968
- Woman, Woman, 1968
- Both Sides Now 1968
- Robert Goulet's Wonderful World of Christmas, 1968
- Souvenir d’Italie 1969
- Come Back To Sorrento 1969
- Robert Goulet's Greatest Hits 1969
- Today’s Greatest Hits, 1970
- I Wish You Love, 1970
- I Never Did as I Was Told, MGM Records, 1971
- After All Is Said and Done, Artists of America, 1976
- Close to You, Applause Records, 1982
- 16 Most Requested Songs, Columbia/Legacy, 1989
- In Love, Sony Music Distribution, 1995
- A Personal Christmas Collection, Columbia/Legacy, 1997
- 36 All-Time Favorites, GSC/Sony Special Products, 2001
- Robert Goulet Collection, 2004
- In a Mellow Mood, United Audio Entertainment, 2005
- Won't You Dance With This Man, Rove, 2012
- Kiss Me, Kate / Brigadoon, Masterworks Broadway 2014
- The Complete Columbia Christmas Recordings, Real Gone Music, 2014

## Filmografia

### Seriale TV
- 1951: The Red Skelton Show jako Harry Handout / Nathan Nothing
- 1965: The Big Valley jako brat Love
- 1977: Statek miłości jako Charlie
- 1982: Matt Houston jako Johnny Foster
- 1994: Prawo Burke’a jako Earl Rankin

### Filmy fabularne
- 1961: The Enchanted Nutcracker jako Johnny
- 1964: I'd Rather Be Rich jako Paul Benton
- 1988: Sok z żuka jako Maxie Dean
- 1993: Wymyślona historia jako Remo
- 1996: Partner niedoskonały jako Dick Braxton